# Arthur Chase
Arthur Adalbert Chase (ur. 1 stycznia 1874 w Blackheath – zm. w XX wieku) – brytyjski kolarz torowy, dwukrotny medalista mistrzostw świata.

## Kariera
Największy sukces w karierze Arthur Chase osiągnął w 1896 roku, kiedy zdobył złoty medal w wyścigu za startu zatrzymanego zawodowców podczas mistrzostw świata w Kopenhadze. W zawodach tych wyprzedził swego rodaka Jacka Stocksa oraz Austriaka Franza Gergera. W tej samej konkurencji zajął ponadto drugie miejsce na mistrzostwach świata w Glasgow w 1896 roku, ulegając jedynie Stocksowi. W 1899 roku zdobył złoty medal w wyścigu za startu zatrzymanego na mistrzostwach Europy. Niektóre źródła podają, że Chase wystartował również w wyścigu na 100 km zawodowców podczas igrzysk olimpijskich w Paryżu w 1900 roku, chociaż oficjalne listy konkurencji tej nie wymieniają w programie olimpijskim. Wyścig ten miał wygrać właśnie Athur Chase, wyprzedzając dwóch Francuzów: Émile'a Bouhoursa i Edouarda Taylora.